# Phloeophila
Phloeophila é um género botânico pertencente à família das orquídeas (Orchidaceae).
O gênero Phloeophila foi proposto por Hoehne e Schlechter em Archivos de Botânica do Estado de São Paulo 1(3): 199-201, em 1926, quando descreveram a espécie Phloeophila paulensis Hoehne & Schlechter, aparentemente um sinônimo da Phloeophila nummularia. 
Espécie tipo: Phloeophila nummularia (Rchb.f.) Pridgeon & M.W.Chase, (2001).

## Etimologia
O nome vem do grego phloiophilus, cujo significado é que aprecia cortiça, uma referência ao hábito reptante destas espécies.

## Sinônimos
Pleurothallis sect. Phloeophilae Luer, Monogr. Syst. Bot. Missouri Bot. Gard. 20: 17 (1986).

## Distribuição
O gênero Phloeophila é formado por apenas quatro espécies originárias do norte sul americano, e da América Central, uma no sudeste brasileiro.

## Habitat
Epífita em matas úmidas e sombreadas.

## Descrição
São plantas de hábito reptante, com pequenas folhas arredondadas e carnosas; caule muito curto e de secção redonda com bainhas glabras; as sépalas podem possuir carenas, mas estas não são excessivamente salientes; apresentam inflorescência uniflora, com flores de sépalas concrescidas pelo menos até a metade de seu comprimento.

## Taxonomia
A história desse gênero é bastante interessante: em 1974 Garay elaborou uma revisão de Phloeophila, subordinando a este algumas espécies do gênero Physosiphon. 
Em 1975 Brieger descreveu o gênero Geocalpa segregando duas espécies, a Phloeophila asaroides e a Phloeophila pubescens, entretanto a descrição deste gênero não é considerada válida pois faltou descrição latina. 
Em 1986, Carl Luer transformou Phloeophila em uma seção do subgênero Acianthera de Pleurothallis, e criou um novo gênero, Sarracenella, para abrigar as duas espécies segregadas por Brieger; mais tarde o próprio Luer publicou que Sarracenella estaria melhor como um subgênero de Pleurothallis. 
Em 2001 Pridgeon & M.W.Chase finalmente ressusitaram o gênero Phloeophila, baseando-se nos resultados de suas análises filogenéticas, porém transferiram as duas espécies de Sarracenella para Acianthera, bem como todas as espécies de Ophidion. 
Em 2006 Luer publicou uma revisão onde reconhece quatro espécies deste gênero.

## Filogenia
A espécie que aqui vem classificada como Phloeophila nummularia, no estudo de Chase et al. vem completamente isolada deste grupo, formando na realidade o sétimo grande grupo da subtribo Pleurothallidinae junto com o gênro monotípico Luerella, grande grupo que portanto compreende apenas duas espécies.

## Espécies

### Espécies Aceitas
1. Phloeophila nummularia (Rchb.f.) Garay, (1974).
2. Phloeophila oricola (H.Stenzel) Luer, (2006).
3. Phloeophila peperomioides (Ames) Garay, (1974).
4. Phloeophila ursula (Luer & Hirtz) Luer, (2006).

### Sinônimos
- Phloeophila asaroides (Kraenzl.) Garay ver Sarracenella asaroides
- Phloeophila bradei (Schltr.) Garay ver Acianthera bradei
- Phloeophila cryptantha (Barb.Rodr.) Garay ver Cryptophoranthus cryptanthus
- Phloeophila cunabulum (Luer & R.Escobar) Pridgeon & M.W.Chase ver Cryptophoranthus cunabulum
- Phloeophila cymbula (Luer) Pridgeon & M.W.Chase ver Ophidion cymbula
- Phloeophila dasyglossa (Luer & R.Escobar) Pridgeon & M.W.Chase ver Ophidion dasyglossum
- Phloeophila echinantha (Barb.Rodr.) Pridgeon & M.W.Chase ver Phloeophila nummularia
- Phloeophila hystrix (Kraenzl.) Garay ver Ronaldella hystrix
- Phloeophila paulensis Hoehne & Schltr. ver Phloeophila nummularia
- Phloeophila pelecaniceps (Luer) Pridgeon & M.W.Chase ver Luerella pelecaniceps
- Phloeophila pleurothallopsis (Kraenzl.) Pridgeon & M.W.Chase ver Ophidion pleurothallopsis
- Phloeophila pubescens (Barb.Rodr.) Garay ver Sarracenella pubescens
- Phloeophila similis (Schltr.) Garay ver Cryptophoranthus similis
- Phloeophila yupanki (Luer & R.Vásquez) Pridgeon & M.W.Chase ver Incaea yupanki